# Fiebre africana por picadura de garrapatas
La fiebre africana por picadura de garrapatas (ATBF, siglas en inglés) es una infección bacteriana transmitida por la picadura de una garrapata. Los síntomas pueden incluir fiebre, dolor de cabeza, dolores musculares, y erupciones en la piel. En el lugar de la picadura normalmente se produce un enrojecimiento con un centro oscuro. Se manifiesta generalmente de 4 a 10 días después de la picadura. Las complicaciones no son habituales, pero pueden incluir inflamación de las articulaciones. Algunas personas no desarrollan síntomas.
La enfermedad es causada por la bacteria Rickettsia africae. La bacteria se transmite a través de las garrapatas del tipo Amblyomma. Estas viven generalmente en arbustos o hierbas altas, más que en ciudades. El diagnóstico se basa comúnmente en los síntomas. Puede ser confirmado por cultivo bacteriano, una reacción en cadena de la polimerasa (PCR), o por immunofluorescencia.
No existe una vacuna. La prevención se hace evitando las pidaduras de garrapata, cubriéndose la piel, utilizando un repelente como el DEET, o utilizando ropa tratada con permetrina. Las pruebas para comprobar el tratamiento son, sin embargo, limitadas. El antibiótico doxiciclina parece ser útil. El Cloramfenicol o la azitromicina también puede ser utilizados. La enfermedad tiende a curarse sin tratamiento.
La enfermedad tiene lugar en África subsahariana, las Indias Occidentales y en Oceanía. Es relativamente común en los viajeros del África subsahariana. La mayoría de infecciones ocurren entre los meses de noviembre y abril. Pueden ocurrir también brotes de la enfermedad. Las primeras descripciones de esta condición se cree que tuvieron lugar en 1911. La fiebre africana por picadura de garrapata es un tipo de fiebre Maculosa. Anteriormente fue confundida con la fiebre botonosa mediterránea.

## Señales y síntomas
La fiebre africana por picadura de garrapata es a menudo asintomática o muy leve clínicamente, y rara vez se producen complicaciones. La manifestación de la enfermedad se presenta comúnmente de 5 a 7 días después de la picadura; sin embargo, en algunos casos puede tomar hasta 10 días. Los síntomas pueden persistir por varios días y hasta por tres semanas. Los síntomas que se presentan comúnmente incluyen:
- Fiebre
- Dolor de cabeza
- Dolores musculares
- Costra o grano de inoculación, el cual es tejido muerto, a menudo negro, alrededor del sitio de la picadura
  - La escarsa o costra puede que no se presente. La garrapata Amblyomma ataca activamente al ganado o a los humanos y puede picar más de una vez. En la fiebre africana por picadura de garrapata lo que se observa comúnmente son múltiples costras o granos, a diferencia de lo que se observa en otras fiebres maculosas de Rickettsial que es sólo un grano, por lo que es considerado como patognomonico.
- Nodos linfáticos inflamados cerca del sitio de la picadura
- Lesión Maculopapular y/o sarpullido vesicular[7]

### Complicaciones
Raras veces se presentan complicaciones, y no es letal. No se ha informado de muertes por fiebre africana por picadura de garrapata. Algunos efectos reportados incluyen:
- Fiebre prolongada: una duración de 3 semanas
- Artritis reactiva
- Dolor de cabeza de moderado a severo

## Causa

### Bacteriología
Rickettsia africae es gramo-negativo, obligate intracelular, pleomorphic bacteria. Pertenece al genus Rickettsia, el cual incluye muchos bacterial especie que está transmitido a humanos por artrópodos.

### Vectores

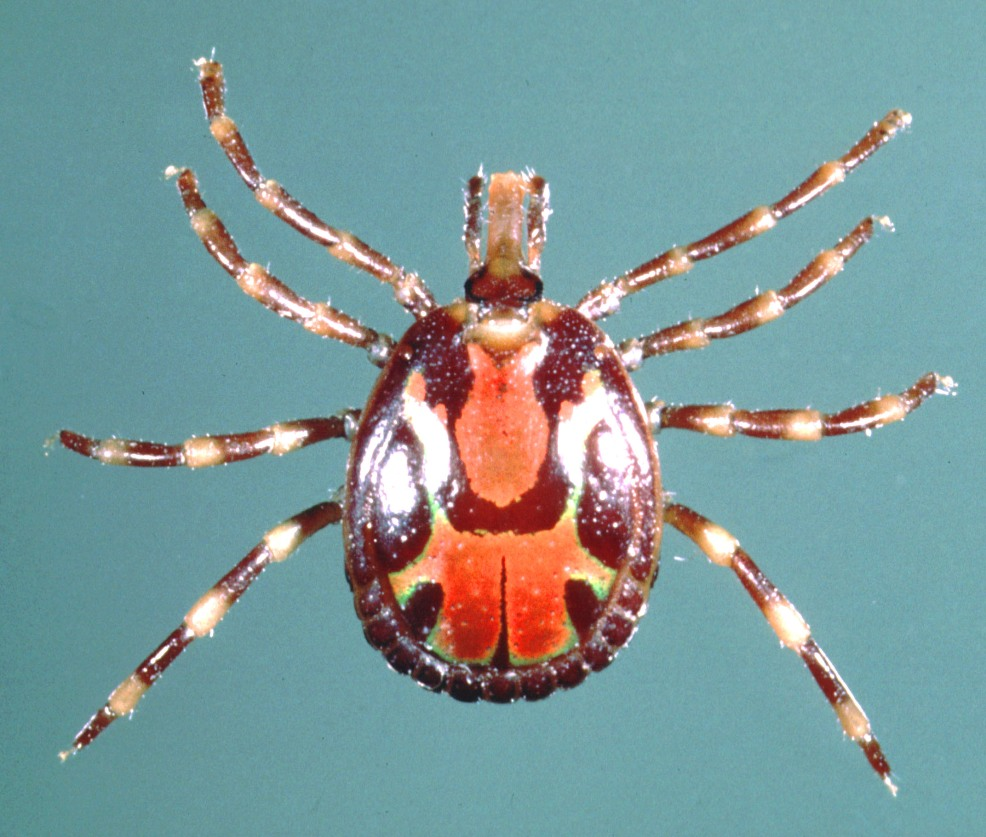
Amblyomma-variegatum, macho

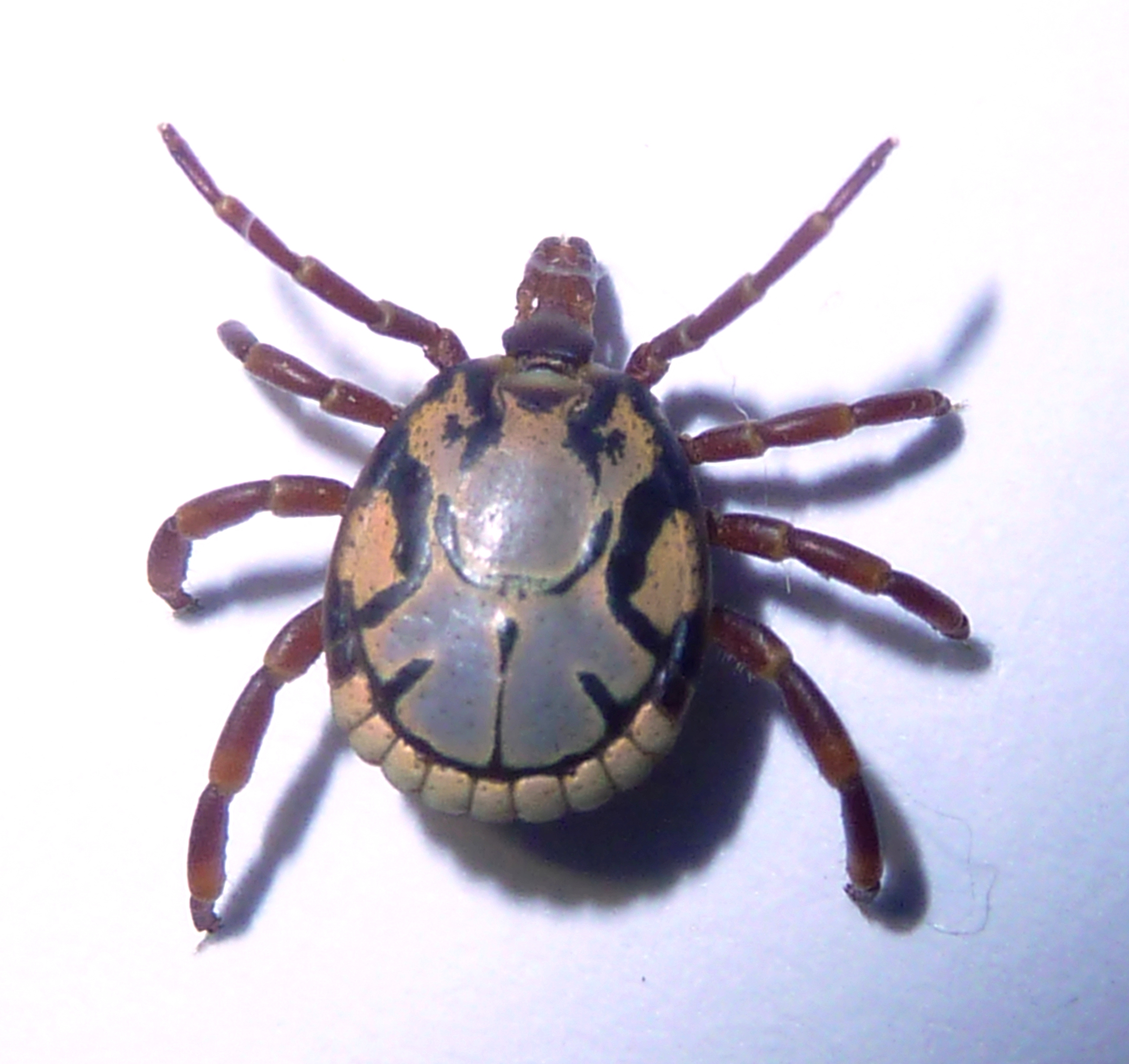
Amblyomma-hebraeum, macho

Dos especies de garrapatas difíciles, Amblyoma variegatum y Amblyomma hebraeum son los vectores más comunes de R. africae. Normalmente, Amblyoma varigatum transmite la bacteria en Sudáfrica, mientras que la Amblyomma hebraeum lleva R. africae a lo largo del oeste, centro y este de África y a través de las Antillas francesas. Otras especies de Amblyomma en el África Subsahariana, también pueden transmitir R. africae y es posible que hasta el 100% de las garrapatas Amblyomma en el África Subsahariana porten R. africae. Las garrapatas Amblyomma son más activas en los meses de noviembre a abril. Estas especies de garrapatas con frecuencia se alimentan del ganado y otros animales, pero también pueden alimentarse de animales salvajes en las zonas donde no se encuentran animales de granja. A diferencia de otra especies de garrapatas difíciles, que pasivamente buscan sus anfitriones adhiriéndose a las plantas y esperando un anfitrión potencial para dejarlo pasar, la garrapata Amblyomma busca activamente sus anfitriones.
Grupos de turistas que visitan África han regresado a sus países y fueron diagnosticados de haber sido infectado.
Hasta 1998, se pensaba que sólo las garrapatas en el África Subsahariana transmitían R. africae. Sin embargo, un caso de transmisión local de la fiebre africana por picadura de la garrapata en las Antillas francesas llevaron al descubrimiento de R. africae transmitido por garrapatas Amblyomma varigatum introducidas a través de los bovinos enviados vía marítima desde Senegal a Gaudeluope hace más de un siglo. R. africae ha sido aislado de las garrapatas en varias islas del Caribe, aunque sólo en los casos en seres humanos en el Caribe se han producido en las Antillas francesas. R. africae también ha sido encontrado en garrapatas Amblyomma loculosum en Oceanía.

## Patogénesis
Después de que la bacteria rickettsia infecta a los seres humanos a través de la picadura de una garrapata, invade las células endoteliales en el sistema circulatorio (venas, arterias, capilares). entonces, el cuerpo libera sustancias químicas que causan la inflamación, lo que resulta en los síntomas característicos, tal como dolor de cabeza y fiebre. El sello distintivo de todas las enfermedades por rickettsias es una histología (celular) encontrando lo llamado lymphohistiocytic vasculitis que involucra la deposición de las células inmunes en las células endoteliales, que forman los vasos sanguíneos. Esto ocurre en forma secundaria a los productos químicos mencionados anteriormente, así como el daño por la infección, e incluye señales a las células inmunes (células T y los macrófagos) para que lleguen al sitio de la infección.
Rickettsia es una especie de bacteria como R. africae se replica en toda el área de la picadura inicial de la garrapata, causando necrosis (muerte celular) e inflamación de los ganglios linfáticos. Esta es la causa de la característica escara.

## Diagnosis
Muchos pacientes con fiebre africana por picadura de garrapta (FAPG), que viven en zonas con un alto número de infecciones (África y las Indias Occidentales) no visitan a un médico, ya que la mayoría de los pacientes sólo tienen síntomas leves. Esta enfermedad, sin embargo, puede causar síntomas más graves en viajeros que nunca han estado expuestos anteriormente a la bacteria Rickettsia africae y no son inmunes. Los viajeros que se presentan al médico después de un viaje a las zonas afectadas, pueden ser difíciles de diagnosticar, ya que muchas de las enfermedades tropicales causan fiebre al igual que la FAPG. Otras enfermedades que pueden parecer similares son la malaria, el dengue, la tuberculosis, el VIH agudo y las infecciones respiratorias. Además de las preguntas sobre los síntomas, los médicos pedirán a los pacientes una historia de viaje exacta y si él/ella estuvieron cerca de animales o garrapatas. Los ensayos microbiológicos están disponibles para los médicos, pero son caros y a menudo, debe ser realizado por laboratorios especializados.
El tratamiento antibiótico disponible para infecciones por rickettsias tiene muy pocos efectos secundarios, por lo que si un médico una alta sospecha de la enfermedad, él o ella puede dar el tratamiento, simplemente, sin hacer más pruebas de laboratorio.

### Las pruebas de sangre
El diagnóstico de la FAPG se basa principalmente en los síntomas, ya que muchas de las pruebas de laboratorio no son específicos para ésta. Señales comunes en pruegas de FAPG son un recuento bajo de glóbulos blancos (linfopenia) y un bajo recuento de plaquetas (trombocitopenia), una alta proteína C-reactiva, y un ligeramente altas pruebas de la función hepática.

### Pruebas microbiológicas
Las biopsias o cultivos de la herida de una persona por garrapata (escara) se utilizan para diagnosticar FAPG. Sin embargo, esto requiere de medios de cultivo especiales y sólo puede ser realizado por un laboratorio con protección de riesgo biológicos. Hay más pruebas de laboratorio especializadas que utilizan reacciones en cadena de polimerasa cuantitativas (RCP cuantitativa), pero sólo pueden ser realizadas por laboratorios con equipo especial. Ensayos de Inmunofluorescencia pueden ser también utilizados, pero son difíciles de interpretar debido a las reacciones cruzadas con otras bacterias rickettsias.

## Prevención
La prevención de FAPG se centra sobre protegerse de las picaduras de garrapatas al llevar pantalones largos y una camisa, y el uso de insecticidas como el DEET sobre la piel. Los viajeros a las zonas rurales de África y las Indias Occidentales deben ser conscientes de que pueden estar en contacto con garrapatas vectores de FAPG. La Infección es más probable que ocurra en personas que viajan a zonas rurales o que planean pasar tiempo en actividades al aire libre. Precaución extra debe ser tomada en los meses de noviembre a abril, cuando las garrapatas Amblyomma son más activas. La Inspección en el cuerpo, ropa, equipo, y los animales de compañía, después de pasar tiempo al aire libre puede ayudar a identificar y eliminar las garrapatas en forma temprana.

## Tratamiento
La fiebre africana por picadura de la garrapata es generalmente leve y la mayoría de los pacientes no necesitan más que tratamiento en casa con con antibióticos para su enfermedad. Sin embargo, dado que muy pocos de los pacientes con esta infección visitan a un médico, el mejor antibiótico a escoger, su dosis y la duración del tratamiento no son bien conocidos. Normalmente los médicos tratan esta enfermedad con antibióticos que se han utilizado con eficacia para el tratamiento de otras enfermedades causadas por las bacterias de otras especies similares, tales como la Fiebre de las Montañas Rocosas.
Para los casos leves, las personas generalmente son tratados con uno de los siguientes:
- doxiciclina
- cloramfenicol
- ciprofloxacino

Si una persona tiene síntomas más graves, como fiebre alta o grave dolor de cabeza, la infección puede ser tratada con doxiciclina durante una cantidad mayor de tiempo. Las mujeres embarazadas no deben usar doxiciclina o ciprofloxacina ya que ambos antibióticos pueden causar problemas en el feto. Josamicina ha sido utilizado de manera efectiva para el tratamiento en mujeres embarazadas con otras enfermedades por rickettsias, pero no está claro su papel en el tratamiento de FAPG.

## Epidemiología
Los casos de fiebre africana por picadura de garrapatas se han reportado con mayor frecuencia en la literatura entre los viajeros internacionales. Datos de tasas examinados en las poblaciones locales son limitados. Entre los lugareños que viven en áreas endémicas, la exposición a una edad joven con síntomas leves o la falta de ellos, así como la disminución del acceso a las herramientas de diagnóstico, puede conducir a la disminución del diagnóstico. En Zimbabue, donde R. africae es endémica, en un estudio se reportó un estimado de incidencia anual de entre 60 y 80 casos por cada 10.000 pacientes.
Mirando los datos publicados en los últimos 35 años, cerca de 200 casos confirmados de fiebre africana por picadura de la garrapata en los viajeros internacionales han sido reportados. La mayoría (~80%) de estos casos ocurrieron en los viajeros que regresan de África del Sur.